# Rebecka Blomqvist
Rebecka Maria Blomqvist (Uddevalla, 24 luglio 1997) è una calciatrice svedese, attaccante dell'Eintracht Francoforte e della nazionale svedese.

## Carriera

### Club
Rebecka Blomqvist inizia l'attività agonistica con la squadra di calcio femminile della società polisportiva IK Rössö di Uddevalla, giocando due stagioni, dal 2013 al 2014, nel girone Norra Götaland di Division 1, terzo livello del campionato svedese femminile di calcio, siglando 33 reti in 30 incontri di campionato.
Dal 1º agosto 2014 si trasferisce al Kopparbergs/Göteborg, club con cui debutta in Damallsvenskan dal campionato 2015.
Nelle successive stagioni Blomqvist si rivela sempre più determinante nel reparto di attacco della squadra, diventando con 14 reti siglate la migliore realizzatrice della squadra nel campionato 2018, classificandosi seconda, a pari merito di Anna Anvegård (Växjö DFF), nella classifica delle marcatrici e dietro alla tedesca Anja Mittag (Rosengård, 17).

### Nazionale
Blomqvist viene chiamata dalla Federcalcio svedese (SvFF) per vestire le maglie delle nazionali giovanili fin dal 2013, convocata dal tecnico Katarina Olsson con la formazione under 17 per il torneo delle quattro nazioni a Riga e in seguito inserita in rosa nella squadra impegnata nelle qualificazioni all'Europeo di Inghilterra 2014, con la quale fa il suo debutto in una competizione ufficiale UEFA il 2 agosto di quell'anno, nel primo incontro del gruppo 6 dove la Svezia supera le pari età del Portogallo. Olsson la impiega complessivamente in 5 occasioni, giocando tutti i tre incontri della fase élite dove la sua nazionale, perdendo per 1-0 l'incontro con la Francia, deve lasciare a queste il primo posto nel girone e l'accesso alla fase finale del torneo.
Dal 2015 passa all'under 19 con la quale fa il suo debutto in una competizione ufficiale UEFA il 6 aprile, nella partita contro la Serbia, valida per la fase élite di qualificazione all'Europeo di Israele 2015, vinta dalla Svezia 4-2. Confermata nella rosa delle ragazze che partecipano alla fase finale dal tecnico Calle Barrling, Blomqvist scende in campo in quattro delle cinque partite disputate dalla Svezia, compresa la semifinale vinta con la Germania dove al termine dell'incontro sigla il rigore decisivo per la vittoria dopo che i supplementari si erano conclusi 3-3, ma saltando la finale con la Spagna che con la vittoria per 3-1 sulle iberiche assegna il terzo titolo continentale alla Svezia U-19. Blomqvist è in rosa anche per le qualificazioni all'Europeo di Slovacchia 2016, dove gioca i primi tre incontri della prima fase di eliminazione.
Grazie al successo a Israele 2015 la federazione svedese è ammessa anche al Mondiale di Papua Nuova Guinea 2016 riservato a formazioni under 20. Blomqvist, inserita nella squadra che partecipa al torneo dai tecnici Calle Barrling e Anneli Andersén, viene utilizzata in una sola occasione, nella vittoria per 6-0 su Papua Nuova Guinea e, causa il pareggio per 1-1 con il Brasile che premia le sudamericane per una migliore differenza reti, condivide con le compagne l'eliminazione dal torneo già alla fase a gironi.
Superati i limiti di età continua a essere inserita in rosa nella formazione under 23.
È stata convocata nella nazionale maggiore per le Olimpiadi del 2020, posticipate di un anno a causa della pandemia di COVID-19, inizialmente come riserva. Dopo che la rosa è stata ampliata a causa della pandemia, è entrata a far parte della rosa come rinforzo. In termini di partite, era nell'XI titolare vincendo 2-0 nella terza partita del girone contro la Nuova Zelanda, dove alcune titolari erano a riposo dopo le due vittorie precedenti.  Alla fine, le svedesi hanno vinto la medaglia d'argento, come nel 2016, perdendo ai calci di rigore contro la nazionale canadese.
Nella qualificazione alla Coppa del Mondo 2023, è entrata come sostituta in tre partite e ha segnato due gol. Agli Europei in Inghilterra, anch'essa rinviata di un anno a causa della pandemia di COVID-19, ha giocato solo brevemente nella partita del girone contro la Svizzera. Con una sconfitta per 4-0 contro le inglesi padrone di casa, le svedesi furono eliminate in semifinale.
Il 13 giugno 2023 è stata inclusa nella rosa delle 23 giocatrici per la Coppa del Mondo in Australia e Nuova Zelanda. È apparsa in sei delle sette partite della sua squadra, entrando come sostituta cinque volte nei minuti finali. Nella seconda partita contro l'Italia vinta 5-0 segnò la quinta rete nei minuti finali. Nella terza partita del girone contro l'Argentina, ha giocato più di 90 minuti e ha segnato la rete del vantaggio, venendo poi eletta MVP della partita. Nella semifinale persa 2-1 contro la Spagna, è riuscita a pareggiare all'88º minuto, undici minuti dopo essere entrata come sostituta, ma la Spagna segnò subito dopo la rete del vantaggio. Con una vittoria per 2-0 nella partita per il terzo posto contro l'Australia, vinse la medaglia di bronzo. Insieme a Fridolina Rolfö è stata la seconda miglior marcatrice della sua squadra, dopo Amanda Ilestedt.

## Palmarès

### Club
- Coppa di Svezia: 1

Kopparbergs/Göteborg: 2018-2019
- Campionato svedese: 1

Kopparbergs/Göteborg: 2020
- Campionato tedesco: 1

Wolfsburg: 2021-2022
- Coppa di Germania: 3

Wolfsburg: 2021-2022, 2022-2023, 2023-2024

### Nazionale
- Campionato d'Europa under 19: 1

2015
- Argento olimpico: 1

Tokyo 2020